# А

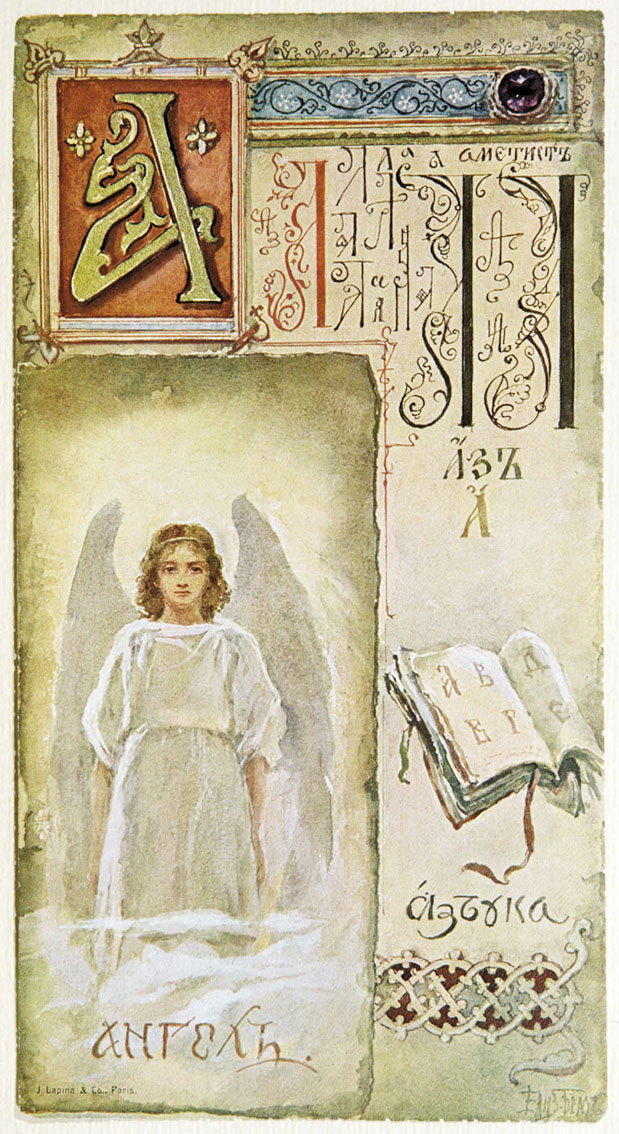
엘리자베스 뵘의 아즈부카에서 А 글자 페이지

А(А а; 이탤릭체: А а)는 키릴 문자에 속하는 글자이다. 일반적으로 중설 비원순 저모음 /ä/(아)을 나타내며, 이는 "cat"과 "father"에서 ⟨a⟩의 발음 중간이다. 키릴 문자 А는 로마자화될 때 라틴 문자 A로 표기된다.

## 역사
키릴 문자 А는 그리스 문자 알파(Α α)에서 직접 유래했다. 초기 키릴 문자에서 이 글자의 이름은 азъ (azǔ)였으며, 이는 인칭 대명사 "나"를 의미했다. 키릴 숫자 체계에서 키릴 문자 А는 1의 값을 가진다.

## 형태
역사적으로 키릴 문자 А는 다양한 형태를 가졌지만, 오늘날에는 라틴 문자 A와 정확히 동일하게 생긴 형태로 표준화되어 있으며, 여기에는 이탤릭체와 소문자 형태도 포함된다.

## 사용법
불가리아어, 우크라이나어, 벨라루스어, 러시아어, 루신어, 세르비아어, 마케도니아어 및 몬테네그로어와 같이 키릴 문자를 사용하는 대부분의 언어에서 키릴 문자 А는 중설 비원순 저모음/a/를 나타낸다. 인구시어와 체첸어에서는 키릴 문자 А가 후설 비원순 저모음/ɑ/과 중설 중모음/ə/을 모두 나타낸다. 투바어에서는 이 글자가 이중 모음으로 표기될 수 있다.

## 관련 문자 및 유사 문자
- A a : 라틴 문자 A
- Á á : 강세 부호가 있는 라틴 문자 A
- Α α : 그리스 문자 알파
- Ă ă : 브레베가 있는 라틴 문자 A
- Â â : 곡절 악센트가 있는 라틴 문자 A
- Ā ā : 장음 부호가 있는 라틴 문자 A
- Æ æ : 라틴 문자 애시
- À à : 억음 악센트가 있는 라틴 문자 A

## 컴퓨팅 코드
| 미리 보기        | А                         | А                         | а                       | а                       |
| ---------------- | ------------------------- | ------------------------- | ----------------------- | ----------------------- |
| 유니코드 이름    | CYRILLIC CAPITAL LETTER A | CYRILLIC CAPITAL LETTER A | CYRILLIC SMALL LETTER A | CYRILLIC SMALL LETTER A |
| 인코딩           | 10진                      | 16진                      | 10진                    | 16진                    |
| 유니코드         | 1040                      | U+0410                    | 1072                    | U+0430                  |
| UTF-8            | 208 144                   | D0 90                     | 208 176                 | D0 B0                   |
| 수치 문자 참조   | &#1040;                   | &#x410;                   | &#1072;                 | &#x430;                 |
| KOI8-R 및 KOI8-U | 225                       | E1                        | 193                     | C1                      |
| CP 855           | 161                       | A1                        | 160                     | A0                      |
| Windows-1251     | 192                       | C0                        | 224                     | E0                      |
| ISO-8859-5       | 176                       | B0                        | 208                     | D0                      |
| 맥키릴 문자      | 128                       | 80                        | 224                     | E0                      |

## 같이 보기
- 유니코드의 키릴 문자